# Argentinomeer
Het Argentinomeer (in het Spaans Lago Argentino) is een zoetwatermeer gelegen in de provincie Santa Cruz in Argentinië. Het is het grootste meer van Argentinië, met een oppervlakte van 1.415 km² en een maximale breedte van 20 km. Het heeft een gemiddelde diepte van 150 m, met een maximum van 500 m.
Het meer is gelegen in het Nationaal park Los Glaciares. Het wordt gevoed door het smeltwater van de talrijke gletsjers die zich aan de oostkant van de Andes bevinden, waaronder de Perito Morenogletsjer, de Upsalagletsjer en de Spegazzinigletsjer. Het meer stroomt verder oostwaarts via de Santa Cruz rivier, die uiteindelijk uitmondt in de Atlantische Oceaan bij de stad Puerto Santa Cruz.
De stad El Calafate, uitvalsbasis voor uitstappen naar het nationaal park, is gelegen aan de zuidelijke zijde van het meer. Een gelijkwaardig meer, het Viedmameer, dat ook gevoed wordt door smeltwater van gletsjers, ligt 50-70 km noordelijker.

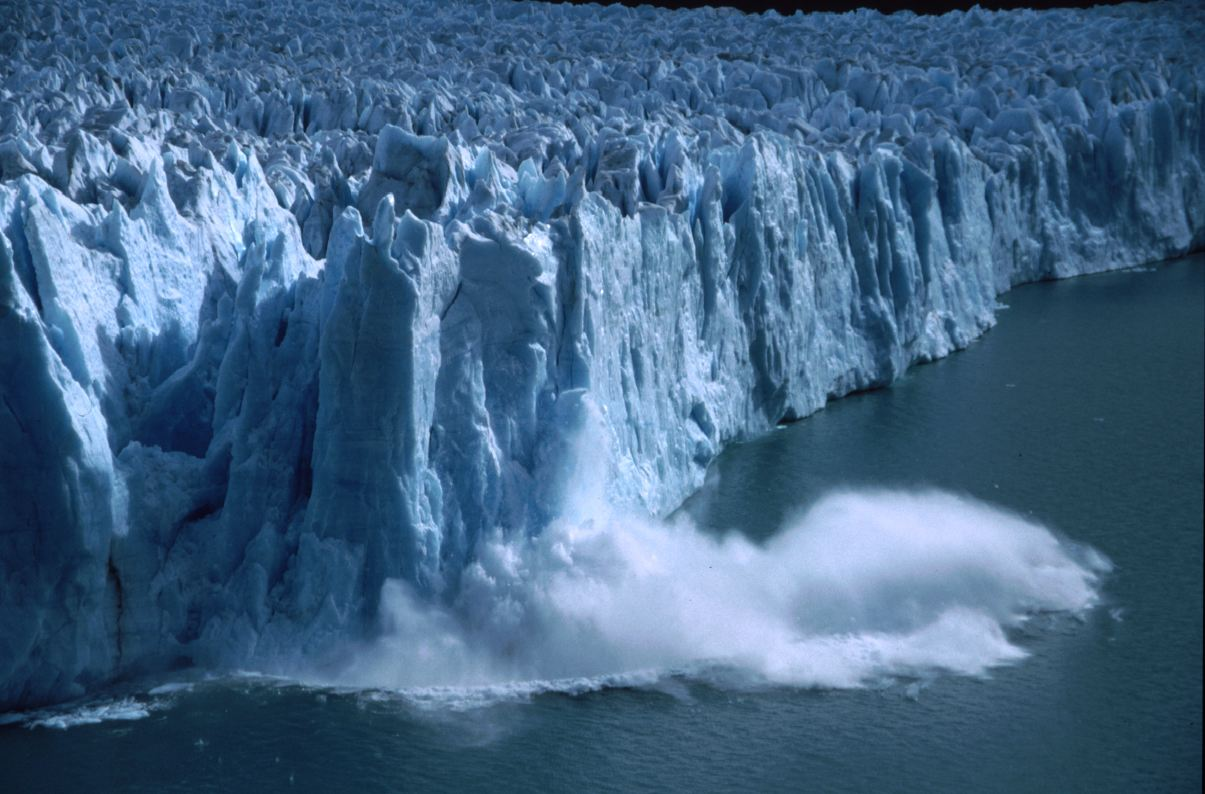
Afbreken van de Perito Morenogletsjer in het Argentinomeer